# الهيئة المصرية العامة لمشروعات الصرف
الهيئة المصرية العامة لمشروعات الصرف هي هيئة حكومية مصرية تابعة لوزارة الموارد المائية والري، أنشأت بقرار رئيس جمهورية مصر العربية رقم 158 لسنة 1973 بدمج الهيئة العامة لمشروعات الصرف المغطى بدلتا نهر النيل مع الهيئة المصرية العامة للصرف، تختص بجميع الأعمال والمشروعات الخاصة بالصرف الزراعي وكذلك أعمال إنشاء وتطهير الترع.

## التشريعات المُنظمة
- قرار رئيس الجمهورية رقم 1783 لسنة 1969 بإنشاء الهيئة العامة لمشروعات الصرف المغطى بدلتا نهر النيل.[4]
- قرار رئيس الجمهورية رقم 2434 لسنة 1971 بإنشاء الهيئة المصرية العامة للصرف.[5]
- قرار رئيس الجمهورية رقم 158 لسنة 1973 بدمج الهيئة العامة لمشروعات الصرف المغطى مع الهيئة المصرية العامة للصرف.[6]

## المهام
- إجراء الدراسات والأبحاث اللازمة وكذلك تنفيذ شبكات الصرف الزراعي ووضع أولويات التنفيذ.
- إجراء الدراسات والأبحاث اللازمة وتنفذي محطات وطلبمات المصارف الزراعية.
- تنفيذ أعمال تطهير وصيانة الترع والمصارف الزراعية.

## وصلات خارجية
- الصفحة الرسمية للهيئة على موقع فيس بوك.